# Кульчицька Ольга-Меланія Львівна

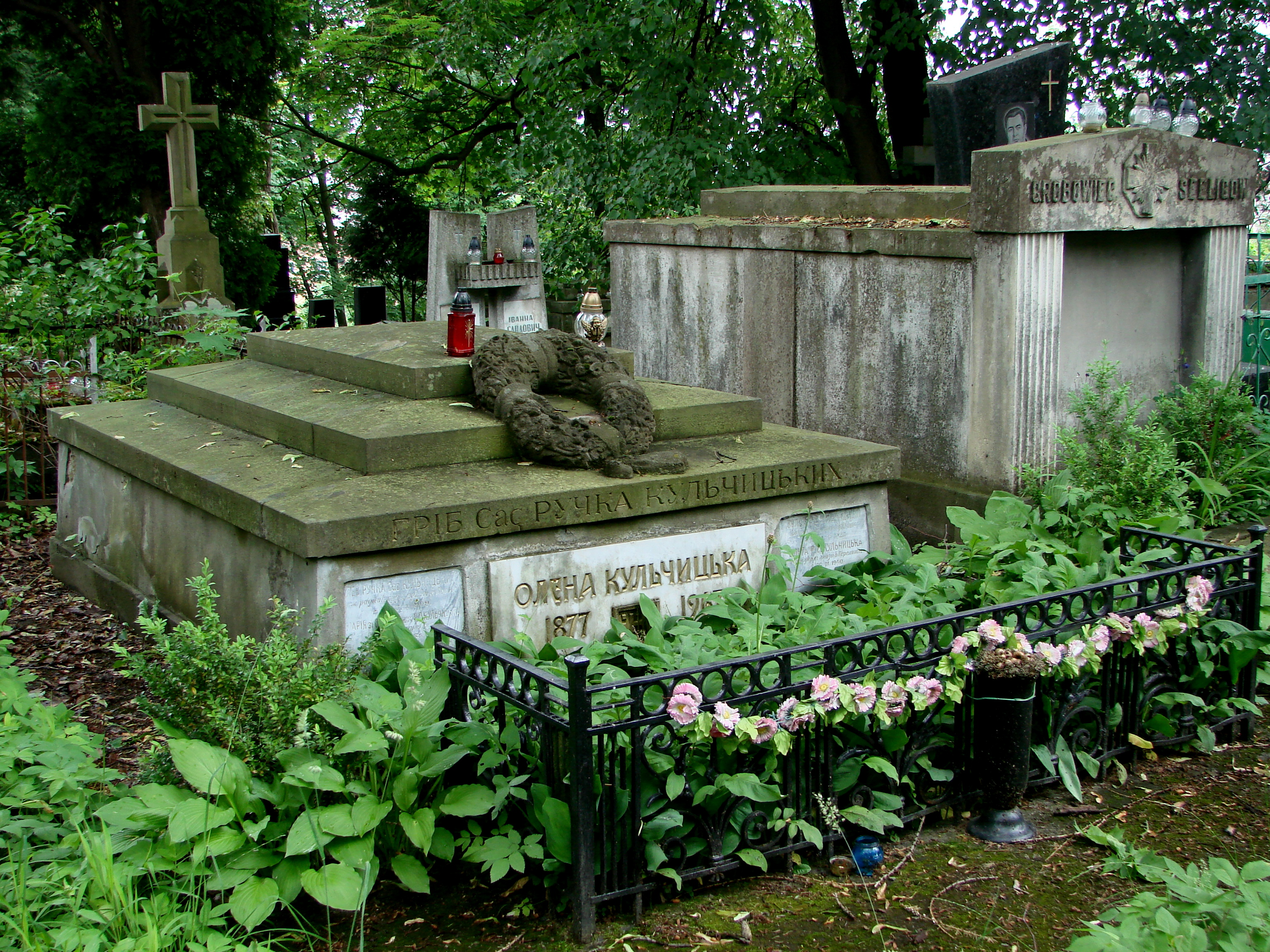

Ольга-Меланія Льві́вна Кульчи́цька (30 квітня 1873, с. Устечко, нині Заліщицький район, Тернопільська область, Україна — 29 березня 1940, Львів, УРСР) — українська громадська діячка, майстриня декоративно-ужиткового мистецтва, килимарка, педагог. Стояла біля витоків відродження килимарства на західноукраїнських теренах, була однією з фундаторів фахової школи для дівчат у Перемишлі, де навчала шити й вишивати, засновницею першої килимарської робітні, авторкою численних моделей одягу, вишивок, прикрас, що з'являлися на сторінках жіночого часопису «Нова хата». Співзасновниця Союзу українок у Перемишлі.

## Життєпис

### Родина
Ольга-Меланія Кульчицька народилася 30 квітня 1873 року в с. Устечко, нині Заліщицький район, Тернопільська область. Рід Кульчицьких гербу Сас походить із села Кульчиці, під Самбором. У Кульчицях мали придомок «Смитанка-Ручка». Батько — Лев Ручка Сас Кульчицький (1843 — 4 грудня 1909) — радник суду, адвокат, громадський діяч, член багатьох товариств, перший директор «Народної каси» у Косові. Мати — Кульчицька (з дому Стебельська) Марія Яківна (?— 29 грудня 1939). Сестра — Олена Кульчицька (15 вересня 1877, Бережани — 8 березня 1967, Львів).

### Навчання і перші кроки у мистецтві
З дитинства любила створювати моделі одягу, прикраси, вишивати. У 1894 році закінчила 8-класовий навчальний заклад при монастирі Сакраменток у Львові. Кілька місяців (у 1901—1902 роках) разом із сестрою Оленою відвідувала Львівську Художньо-промислову школу (нині ЛДКДУМ ім. І. Труша), де отримала перші уроки роботи з аквареллю у інспектора середніх шкіл Стефановича. Килимарству навчалася у народних майстрів у м. Косів. галузях художнього ткацтва
По приїзді до Перемишля у 1911 році, Ольга-Меланія та її сестра Олена, стали найбільш активними членами місцевих товариств. Помешкання Ольги та Олени були культурним осередком. Жоден поважний почин у культурному та громадському житті міста не обходився без сестер Кульчицьких.
У 1911—1937 роках Ольга-Меланія викладала ручні роботи в Українському інституті для дівчат у Перемишлі.
За громадянську позицію у роки Першої світової війни, за її участь у допомогових акціях у таборах для інтернованих українців Ольга разом з сестрою Оленою, та іншими громадськими діячами Перемишля були ув'язнені в Баранові поблизу м. Тарнобжеґ у таборі для інтернованих українців.
1921 року Ольга-Меланія із сестрою створила в Перемишлі комітет «Брат братові» для допомоги дітям емігрантів із Наддніпрянської України.
Спільно з сестрою працювала в галузях художнього ткацтва (1909—1938 роках створили близько 80 килимів, гобеленів).

### Подальші роки
Ольга-Меланія Кульчицька порушувала проблему фахової освіти серед жінок та дівчат. Організувала фахову школу для дівчат, де навчала шити й вишивати. Сприяла організації у галицьких селах освітніх курсів для дорослих та малописьменних. З 1925 року активно дописувала у жіночий часопис «Нова хата», де вміщували ескізи народних вишивок і предметів хатнього вжитку.
Наприкінці 1938 року Ольга-Меланія Кульчицька з сестрою та матір'ю переїжджає до Львова і оселяється у будинку біля Святоюрської гори.
Померла 29 березня 1940 року у Львові. Похована у Львові в родинній гробниці на 72 полі  Личаківського цвинтаря. Поруч з нею спочивають її батьки, брат Володимир, сестра Олена.

### Особисте життя
Ольга-Меланія Кульчицька власної сім'ї не мала, повністю присвятила своє життя мистецтву.